# خوزه آنخل پوزو
خوزه آنخل پوزو (انگلیسی: José Ángel Pozo؛ زادهٔ ۱۵ مارس ۱۹۹۶) بازیکن فوتبال اهل اسپانیا است.
از باشگاه‌هایی که در آن بازی کرده‌است می‌توان به باشگاه فوتبال رایو وایکانو، باشگاه فوتبال رئال مادرید، باشگاه فوتبال آلمریا، و باشگاه فوتبال منچستر سیتی اشاره کرد.
وی همچنین در تیم‌های ملی فوتبال زیر ۱۶ سال اسپانیا، زیر ۱۷ سال اسپانیا، زیر ۱۸ سال اسپانیا، زیر ۱۹ سال اسپانیا، و زیر ۲۱ سال اسپانیا بازی کرده‌است.